# Réseau routier du département du Jura
Cet article présente l'histoire, les caractéristiques et les événements significatifs ayant marqué le réseau routier du département du Jura en France.
Au 31 décembre 2017, la longueur totale du réseau routier du département du Jura est de 8 324 kilomètres, se répartissant en 93 kilomètres d'autoroutes, 94 kilomètres de routes nationales, 3 545 kilomètres de routes départementales et 4 592 kilomètres de voies communales. 

## Histoire

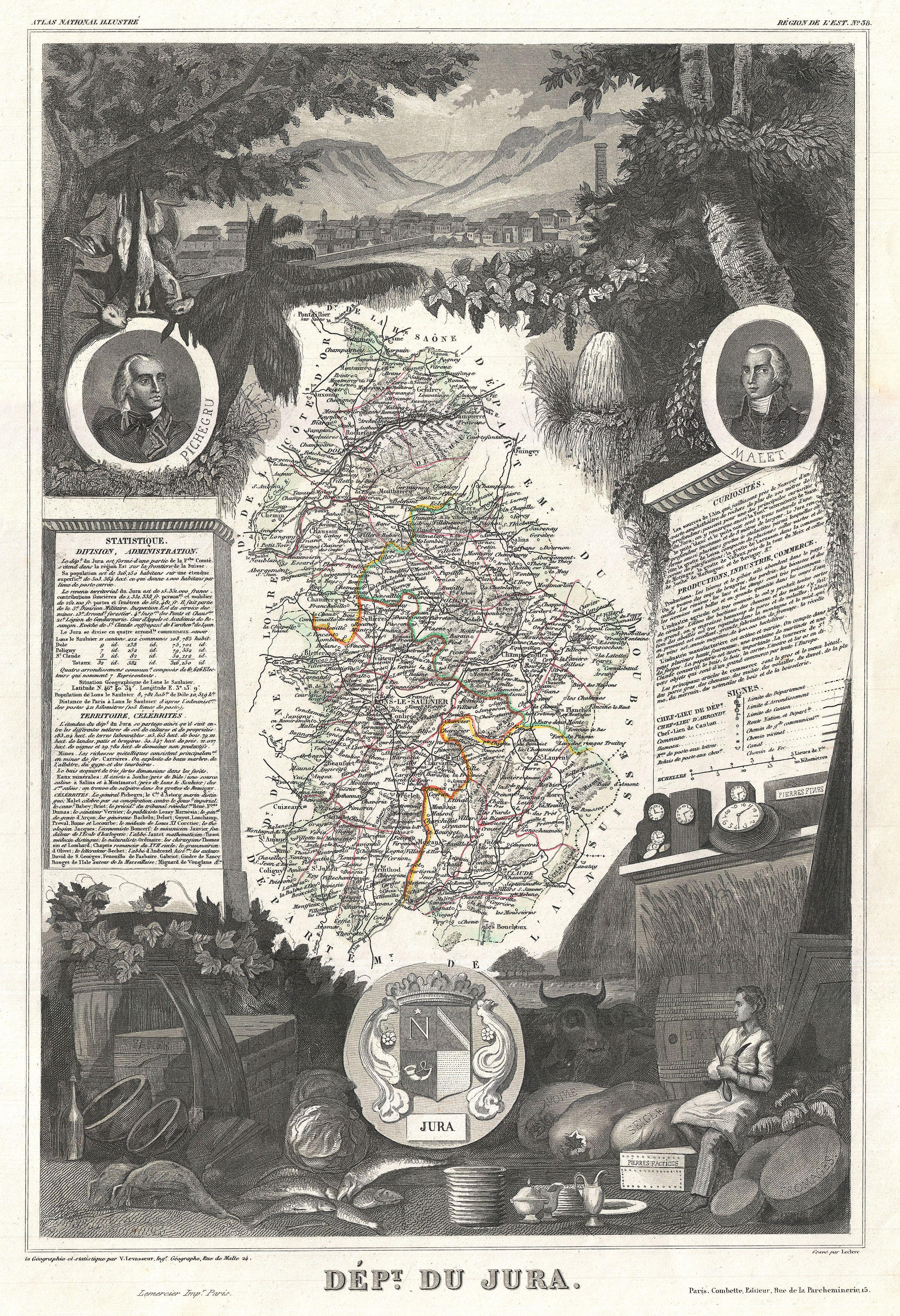
Carte Levasseur du département du Jura (1852)

### XVIIIesiècle
De 1750 à 1784, l’ensemble du réseau routier est pour la première fois cartographié à grande échelle (au 86400e) et de manière complète par Cassini de Thury, à la demande de Louis XV. Ces cartes sont d’une grande richesse toponymique, mais d’une grande pauvreté quant à la figuration du relief et de l’altimétrie. De même les chemins secondaires sont rarement représentés, du fait d’une part de leur état médiocre, d’autre part de leur faible importance économique.

### XIXesiècle
L’Atlas national illustré réalisé par Victor Levasseur est un précieux témoignage du XIXe siècle, les cartes coloriées à la main sont entourées de gravures indiquant statistiques, notes historiques et illustrations caractéristiques des départements. Sur ces cartes sont représentées les routes, voies ferrées et voies d'eau. Par ailleurs, les départements sont divisés en arrondissements, cantons et communes.

### XXesiècle

#### Réforme de 1930
Devant l'état très dégradé du réseau routier au lendemain de la Première Guerre mondiale et l'explosion de l'industrie automobile, l'État, constatant l'incapacité des collectivités territoriales à remettre en état le réseau routier pour répondre aux attentes des usagers, décide d'en prendre en charge une partie. L'article 146 de la loi de finances du 16 avril 1930 prévoit ainsi le classement d'une longueur de l'ordre de 40 000 kilomètres de routes départementales dans le domaine public routier national.
En ce qui concerne le département du Jura, ce classement devient effectif à la suite du décret du 10 octobre 1930.

#### Réforme de 1972
En 1972, un mouvement inverse est décidé par l'État. La loi de finances du 29 décembre 1971 prévoit le transfert dans la voirie départementale de près de 53 000 kilomètres de routes nationales. Le but poursuivi est :
- d'obtenir une meilleure responsabilité entre l'État et les collectivités locales en fonction de l'intérêt économique des différents réseaux,
- de permettre à l'État de concentrer ses efforts sur les principales liaisons d'intérêt national,
- d'accroître les responsabilités des assemblées départementales dans le sens de la décentralisation souhaitée par le gouvernement,
- d'assurer une meilleure gestion et une meilleure programmation de l'ensemble des voies.

Le transfert s'est opéré par vagues et par l'intermédiaire de plusieurs décrets publiés au Journal officiel. Après concertation, la très grande majorité des départements a accepté le transfert qui s'est opéré dès 1972. En ce qui concerne le département du Jura, le transfert est acté avec un arrêté interministériel publié au journal officiel le 31 décembre 1972.

### XXIesiècle

#### Réforme de 2005
Une nouvelle vague de transferts de routes nationales vers les départements intervient avec la loi du 13 août 2004 relative aux libertés et responsabilités locales, un des actes législatifs entrant dans le cadre des actes II de la décentralisation où un grand nombre de compétences de l'État ont été transférées aux collectivités locales. Dans le domaine des transports, certaines parties des routes nationales sont transférées aux départements et, pour une infime partie, aux communes (les routes n'assurant des liaisons d'intérêt départemental). 
Le décret en Conseil d’État définissant le domaine routier national prévoit ainsi que l’État conserve la propriété de 8 000 kilomètres d’autoroutes concédées et de 11 800 kilomètres de routes nationales et autoroutes non concédées et qu'il cède aux départements un réseau de 18 000 kilomètres. 
Dans le département du Jura, le transfert est décidé par arrêté préfectoral signé le 12 décembre 2005. 208 kilomètres de routes nationales sont déclassées. La longueur du réseau routier national dans le département passe ainsi de 304 kilomètres en 2004 à 96 en 2006 pendant que celle du réseau départemental s'accroît de 3 334 à 3 538 kilomètres. 

## Caractéristiques

### Consistance du réseau
Le réseau routier comprend cinq catégories de voies : les autoroutes et routes nationales appartenant au domaine public routier national et gérées par l'État, les routes départementales appartenant au domaine public routier départemental et gérées par le Conseil général du Jura et les voies communales et chemins ruraux appartenant respectivement aux domaines public et privé des communes et gérées par les municipalités. Le linéaire de routes par catégories peut évoluer avec la création de routes nouvelles ou par transferts de domanialité entre catégories par classement ou déclassement, lorsque les fonctionnalités de la route ne correspondent plus à celle attendues d'une route de la catégorie dans laquelle elle est classée. Ces transferts peuvent aussi résulter d'une démarche globale de transfert de compétences d'une collectivité vers une autre.
Au 31 décembre 2011, la longueur totale du réseau routier du département du Jura est de 10 742 kilomètres, se répartissant en 93 kilomètres d'autoroutes, 96 kilomètres de routes nationales, 3 548 kilomètres de routes départementales et 7 005 kilomètres de voies communales. 
Il occupe ainsi le 56e rang au niveau national sur les 96 départements métropolitains quant à sa longueur et le 35e quant à sa densité avec 2,1 kilomètres par km2 de territoire.
Trois grandes réformes ont contribué à faire évoluer notablement cette répartition : 1930, 1972 et 2005.
L'évolution du réseau routier entre 2002 et 2017 est présentée dans le tableau ci-après.
|                        | 2002  | 2003  | 2004  | 2005  | 2006  | 2007  | 2008  | 2009  | 2010  | 2011  | 2012  | 2013  | 2014  | 2015  | 2016  | 2017  |
| ---------------------- | ----- | ----- | ----- | ----- | ----- | ----- | ----- | ----- | ----- | ----- | ----- | ----- | ----- | ----- | ----- | ----- |
| Autoroutes             | 93    | 93    | 93    | 93    | 93    | 93    | 93    | 93    | 93    | 93    | 93    | 93    | 93    | 93    | 93    | 93    |
| Routes nationales      | 303   | 303   | 304   | 96    | 96    | 96    | 96    | 96    | 96    | 96    | 96    | 96    | 96    | 94    | 94    | 94    |
| Routes départementales | 3 332 | 3 332 | 3 334 | 3 333 | 3 538 | 3 542 | 3 542 | 3 542 | 3 542 | 3 548 | 3 548 | 3 546 | 3 545 | 3 546 | 3 545 | 3 545 |
| Voies communales       | 3 845 | 3 883 | 3 931 | 3 964 | 4 047 | 4 107 | 4 107 | 4 191 | 4 293 | 4 293 | 4 451 | 4 533 | 4 533 | 4 541 | 4 589 | 4 592 |
| TOTAL                  | 7 573 | 7 611 | 7 662 | 7 486 | 7 774 | 7 838 | 7 838 | 7 922 | 8 024 | 8 030 | 8 188 | 8 268 | 8 267 | 8 274 | 8 321 | 8 324 |

### Sécurité routière
- < 6
- < 8
- < 10

- Pour la France: calculé par l'ONISR, sur la mortalité de la période 2012-2016 et la population INSEE 2016, Site ONISR'"`UNIQ--ref-00000009-QINU`"'
- Pour l'Andorre, source: estimation  OMS sur l'année 2013'"`UNIQ--ref-0000000A-QINU`"'
- Pour les régions de Suisse et de l'UE, hors France, source: EUROSTAT (Victimes dans les accidents de la route par région NUTS 2 '"`UNIQ--nowiki-0000000B-QINU`"'tran_r_acci'"`UNIQ--nowiki-0000000C-QINU`"') pour les années 2012-2016'"`UNIQ--ref-0000000D-QINU`"'.

Entre 2012 et 2016, le Jura compte en moyenne 10,3 tués chaque année pour 100 000 habitants.

## Réalisations ou événements récents
Cette section a pour objet de recenser les événements marquants concernant le domaine de la Route dans le département du Jura depuis 1990. Seront ainsi citées les déclarations d’utilité publique, les débuts de travaux et les mises en service. Seuls les ouvrages les plus importants soit par leur coût soit par leur impact (déviation de bourgs) seront pris en compte. De même il est souhaitable de ne pas recenser les projets qui n’ont pas encore fait l’objet d’une utilité publique.